# Résolution 2071 du Conseil de sécurité des Nations unies
Membres permanents
- Chine
- États-Unis
- France
- Royaume-Uni
- Russie

Membres non permanents
- Afrique du Sud
- Allemagne
- Azerbaïdjan
- Colombie
- Guatemala
- Inde
- Maroc
- Pakistan
- Portugal
- Togo

Résolution no 2070 Résolution no 2072
La résolution 2071 du Conseil de sécurité des Nations unies a été adoptée à l'unanimité le 12 octobre 2012. Elle concernait la guerre du Mali et exigeait qu'un plan d'intervention militaire soit élaboré par la CEDEAO et l'Union africaine dans les 45 jours.